# Dead Ringers (televisieprogramma)
Dead Ringers  was een Britse sketchshow die van 2000 tot 2007 werd uitgezonden op radio en televisie door de BBC, met als hoofdrolspelers Jan Ravens, Jon Culshaw, Phil Cornwell, Kevin Connelly en Mark Perry.
In het programma wordt een groot aantal voornamelijk Britse prominenten gepersifleerd, zoals Tony Blair, Fiona Bruce en Delia Smith. De show werd vanaf 2000 uitgezonden op het radiokanaal BBC 4, en kreeg een paar jaar later ook een televisievariant op BBC 2. De sketches bestaan vooral uit parodieën op bekende Engelse televisieprogramma's, zoals het journaal, Crime Watch en politieke nieuwsuitzendingen vanaf Downing Street. Ook beroemde films als Star Wars. Harry Potter en The Lord of the Rings moeten het ontgelden.